# インターネット現象の一覧
インターネット現象の一覧（インターネットげんしょうのいちらん）は、インターネット・ミーム、インターネットにおける流行および、インターネットにおいての有名人の一覧である。

## アニメーション
- キャラメルダンセン - 2001年にスウェーデンの音楽グループCaramellが発表した楽曲。空耳歌詞により「ウッーウッーウマウマ」の邦題がある[2][3][4]。
- Nyan Cat - PRguitarmanの猫のアニメーションをdaniwellPの楽曲と合わせた、saraj00nの作品。YouTubeにアップロードされたことにより莫大なヒットを記録し[5]、二次的著作物も多数制作された[6]。
- ロイツマ・ガール - Loitumaが歌うフィンランド民謡「イエヴァン・ポルッカ」と、テレビアニメ『BLEACH』の井上織姫がネギを振り回しているシーンを組み合わせたフラッシュ動画。2006年頃に話題となった[7][8]。
- It's Over 9000! - 日本のアニメ作品ドラゴンボールZの第28話「サイヤ人の猛威！ 神様もピッコロも死んだ」（アメリカでは1997年4月19日放映）が英語に吹き替えられる際に改変されたセリフがもとになっているもの。
- heyyeyaaeyaaaeyaeyaa - 1983年から1985年まで放送されていたテレビアニメ「He-Man And Master of The Universe」の主人公ヒーマンが、アメリカで1989年から94年まで活動をしていたオルタナティブロックバンド4 Non Blondesがリリースした楽曲What's Up?に合わせて、ご機嫌な様子で歌うというミーム。元々は、どれだけ面白い動画が作れるかというチャレンジに取り憑かれた二人組のアニメーターグループ、SlackcircusがSomething Awfulのフォーラム内に投稿した「Fabulous Secret Powers」という動画が発端である。

## ゲーム
- Among Us[9][10] - スタッフのうちの一人の作品「The Henry Stickmin Collection」のイースターエッグを含むゲーム。The Airshipの追加と共にHenry Stickminシリーズのキャラクターのモチーフとなるアイテムが追加される前からオリジナルのミームが作られている。

## 人物
- アンバー・リー・エッティンガー - バラク・オバマの大統領選挙においてYouTube上に自らオバマ陣営を応援するプロモーションビデオをアップロード、自らをオバマ・ガールと呼び話題になった[11]。
- ヌスレット・ギョクチェ - Salt Baeの愛称で知られる、トルコのステーキハウスオーナー。独特の塩の振り方を映した動画がTwitterなどで話題になった[12][13]。

### 架空の人物
- スレンダーマン - サムシング・オーフル・フォーラムの利用者であるエリック・クヌーゼン（Eric Knudsen）が生み出した架空のキャラクター。スレンダーマンに関する架空の怪談などが広まりキャラクターへの人気が高まった一方、スレンダーマンの手下になることを夢見るあまり殺人未遂事件を起こす者も出てきた[14]。
- 聖ジャベリン - 2022年ロシアのウクライナ侵攻の際、抵抗の象徴として流行したイコン。

## 音楽
- インターネット上で最も不思議な曲 - アメリカや日本で話題となっている曲。実際に聞くと普通の曲だが、いつ誰が、どこで作詞、作曲したか、一体誰が歌ってるのか、どこのレコード（会社）の著作物なのか、その他の情報が現在も一切不明であるとされている[15]。

## 動物
- I have no idea what you're talking about, so here's a picture of a bunny with a pancake on its head. （日本語訳: 君が何を言いたいのかよくわからないけど、頭にパンケーキを乗せたウサギの写真を置いとくね） - ウーロンというウサギの写真から広まったインターネットミーム。インターネットミームの由来が明確に判明している珍しい例[16][17][18]。
- 水を吐くフグ - 2019年に東京新聞のTwitterアカウントで紹介されて話題となった、秋田県のプラザホテル山麓荘グループが岩手県雫石町で飼育していたトラフグ。このフグを題材とした作品が多数制作された[19][20]。

## 法則
- ルール34 - 存在する物全てにはそのポルノがあるという法則[21]。